# Thomas de La Marche
Thomas de La Marche né vers 1318 (après 1315), personnage de la Guerre de Cent Ans, surnommé également le Bâtard de France (de Philippe VI et de Béatrice de la Berruère, ou bien de Charles IV le Bel), seigneur de Nonette, d'Auzon. 

## Biographie
Il fut chevalier de Charles V et lieutenant de Louis II de Bourbon, en 1359 il est nommé gouverneur d'Auvergne, du Bourbonnais, du Berry et du Mâconnais. À la suite de la nomination de Jean de Berry apanagé des terres d'Auvergne, Thomas subit de mauvais procédés et se trouve déshérité. Il perd ses biens et décide de se révolter. Thomas utilise ainsi la place forte de Nonette pour lutter contre lui et contre la noblesse auvergnate en ravageant le Brivadois. Il soumet Clermont et Riom à payer la somme de 11 000 florins. Après cette chevauchée fantastique, nous perdons sa trace. Il serait mort en 1361.
- 1358, en récompense des services rendus à la couronne, le duc de Normandie lui cède les châteaux de Nonette et d'Auzon à perpétuité. Thomas reçoit un privilège des princes de sang, celui de rendre justice sur ses terres sans rendre compte.
- La donation d'Auzon suscite l'hostilité de la famille de Montmorin, co-seigneur de la terre alzonienne. Le gouvernement de ces quatre provinces lui attire l'inimitié de Jacques de Bourbon, comte de la Marche, de Beraud, Dauphin d'Auvergne, comte de Clermont et seigneur de Mercœur, et de bien d'autres grands seigneurs vassaux de Nonette, qui se voient désormais obligés de rendre hommage au Bâtard de France. [1].
- 1359 (?), il est nommé « compagnon de corps » de Louis II de Bourbon et obtient le gouvernement de l'Auvergne, du Berry, du Bourbonnais et du Mâconnais.
- Les Anglais s'installent dans le centre de la France et laissent paraitre le désir de semer le trouble en cette région. Dès le mois de janvier 1359, les états d'Auvergne se réunissent et décident d'organiser la défense de leurs terres. Ils levèrent une armée de 500 lances dites "des communes", qui ne tarda pas à rencontrer celles du chef de guerre anglais, Robert Knowles. Cette armée de routiers était composée de 3000 cavaliers gascons venant alors du Berry, prenant le chemin de l'Auvergne. Grâce à l'intervention du régent, on renforce les remparts des châteaux. Celui-ci envoie Thomas de la Marche à la tête d'une compagnie bretonne à Saint-Pourçain afin de renforcer les garnisons et d'observer les avancées ennemies. Parallèlement, la faible résistance des états d'Auvergne prévoyant l'arrivée des routiers se met doucement en place. Thomas et ses troupes traquent les détachements anglais et surveillent les campagnes. Le mouvement de résistance s'organise autour de Thomas et celle-ci repousse brillamment l'attaque de Saint-Pourçain. Les troupes de Knowles levèrent le siège et partirent à l'assaut de la Limagne et prirent rapidement la Roche (près de Riom), Cusset et Pont-du-Château. Le consulat de Riom décide d'appeler le gouverneur d'Auvergne à son secours, mais celui-ci ne peut répondre à leur appel et demande cependant l'interversion de Thomas.

Pourtant soucieux de partir d'Auvergne afin de grossir ses bataillons, il décide tout de même d'envoyer des hommes pour défendre les cités de Riom et de Montferrand, mais les consuls de ces villes leur refusent l'entrée. Pendant ce temps, le comte et le dauphin d'Auvergne et celui du Forez lèvent une armée de soi-disant dix mille chevaliers pour assurer la défense de Clermont, Montferrand et Riom. À « l'anglaise » les troupes de Knowless prirent la fuite dans le Limousin.
- Le 8 juin 1360, Thomas est nommé lieutenant du bailliage des montagnes d'Auvergne. Il s'installe à Nonette avec une lourde troupe armée.

Jean de Berry fait destituer Thomas de la Marche
- brûle le château de Buséol (?).
- Le seigneur de la Marche prend Plauzat, pille Brioude et tue le seigneur du Broc, Bertrand de Rochebriand.
- Le 24 juin, l'entrée de la ville de Saint-Flour lui est refusée.
- En 1361, il prit Saint-Ilpize.
- 1361, il tue le seigneur d'Allègre, dernier de la branche des Armand, réfugié dans son château venu précédemment défendre Auzon. Vraisemblablement, la place forte d'Auzon ne fut pas prise du temps que Thomas opéra sa vengeance. Elle resta sous le contrôle de la noblesse locale, les Montmorin, dans le clan du Dauphin. Quelques documents indiquent d'ailleurs, que les murs de la bonne ville servirent de refuge aux habitants de la région.